# Wiltern Theatre
El Edificio Pellissier y su anexo Teatro Wiltern, conforman un edificio prominente en la esquina del Wilshire Boulevard y la Western Avenue en Los Ángeles, California. El complejo entero es denominado comúnmente como Centro Wiltern. Se encuentra revestido de un color verde azulado y está situado en la diagonal de la esquina de la calle. El complejo es considerado como uno de los más finos ejemplos de la arquitectura art decó en los Estados Unidos. El complejo Wiltern es propiedad privada, y el Teatro Wiltern es operado por la división de Los Ángeles de la productora Live Nation.

## Ubicación
El Teatro Wiltern se encuentra en el borde oeste del Barrio de Koreatown en Los Ángeles, en la esquina sur del Wilshire Boulevard y la Western Avenue. El distrito de Koreatown se encuentra conectado por dos de las líneas de subterráneos más importantes de Los Ángeles, la línea roja y la línea lila del Metro de Los Ángeles; el Teatro Wiltern se encuentra justo enfrente de la estación "Wilshire/Wester Station", la estación oeste de la línea lila.

## Descripción
El Edificio Pellissier es una torre de concreto con hierro reforzado constituido por 12 plantas. Fue nombrada así a partir del nombre de la familia que poseyó la tierra sobre la cual el edificio sería construido. La torre se encuentra situada sobre un pedestal de dos pisos que contiene la planta baja comercial y la entrada al teatro. La torre posee ventanas verticales angostas que al barrer con la mirada hacia arriba, crean la ilusión de una mayor altura de la que realmente posee (los edificios en Los Ángeles fueron restringidos de ser más altos que el ayuntamiento de la ciudad hasta a finales del 1950). El revestimiento verde-azul de terracota con la torre cubierta de baldosas es un buen ejemplo del estilo francés moderno.
La entrada al teatro Wiltern está flanqueada por grandes letreros de neón verticales que los clientes atraviesan al acercarse al servicio de taquilla entre un colorido pavimento de terrazo. El interior del Teatro Wiltern fue diseñado por G. Albert Lansburgh, y es conocido por su diseño de estilo art déco que contiene molduras decorativas de yeso y un importante trabajo de azulejos, junto con coloridos murales pintados por Anthony Heinsbergen. El elemento más espectacular del diseño es el resplandor solar en el techo de la sala, donde cada rayo representa la idea de la torre art déco proyectada por G.Albert Lansburgh. Cuando el Teatro Wiltern abrió por primera vez también llegó a albergar el órgano de teatro más grande en todo el oeste de los Estados Unidos.
Tanto el Teatro Wiltern como el Edificio Pellissier han sido adheridos al Registro Nacional de Lugares Históricos, y fue declarado Monumento Histórico-Cultural de Los Ángeles por la Ciudad de Los Ángeles.

## Historia
Originalmente construido en 1931, el Wiltern fue diseñado por el arquitecto Stiles O. Clements de la empresa "Morgan Walls y Cements", la firma de arquitectura más antigua de la ciudad. El Teatro Wiltern fue diseñado originalmente como un teatro de vodevil y abrió inicialmente como teatro para la “Warner Brothers” bajo el nombre de "Warner Brothers Wester Theater" y tenía como destino ser el teatro principal de la compañía en la zona. Cerró rápidamente un año más tarde, pero logró reabrir sus puertas a mediados de la década de 1930 y pasó a llamarse Teatro Wiltern (nombre derivado de la combinación de "Wil"shire Boulevard y Wes"tern" Avenue).
En 1956, el edificio y el teatro fueron vendidos a la "Franklin Life Insurance Company of Springfield" de Illinois. La división de Entusiastas Norteamericanos de Órganos de Teatros trabajó para restaurar el órgano de pipas Kimball de 37 rangos, conocido por ser el más grande de Los Ángeles, hasta entonces utilizado en recitales desde la década de 1960 hasta mediados de la década de 1970. Sin embargo, los propietarios se comportaron de manera negligente con el emblemático edificio y por la década de 1970 el Wiltern habían caído en un completo caos. La intervención finalmente se dio a finales de 1970 cuando los propietarios comenzaron a tramitar los permisos de demolición del edificio. La preservación del Wiltern fue una de las primeras victorias de la organización "Los Angeles Conservancy" en la lucha por preservar el patrimonio arquitectónico de la ciudad de Los Ángeles.
En 1981, el Wiltern fue comprado por el desarrollador Wayne Ratkovich quien trabajó junto con la arquitecta Brenda Levin para restaurar tanto el teatro como el edificio de oficinas y llevarlo a su antigua gloria original. Éxitos anteriores del grupo, como el caso del "Fine Arts Building", las renovaciones del "Oviatt Building", en el centro de Los Ángeles, y la remodelación del complejo "Chapman Market", en la calle sexta, convencieron a muchos en la ciudad de que ellos eran las personas adecuadas para el realizar trabajo de restauración del lugar. La renovación del edificio de oficinas se completó en 1983, pero el Teatro Wiltern presentó un problema mucho más difícil y tardó otros dos años en completarse la misma. El teatro había sido severamente dañado a lo largo de los años. Muchos de los murales y trabajos de yesería fueron dañados. Varios artefactos habían sido vendidos o saqueados, y partes del techo se habían estrellado contra los asientos de la planta baja, cayendo desde lo alto. El complejo también fue utilizado como locación primaria para el film "Get Crazy", que al finalizar dejó tras de sí más daños aún. Para devolver el teatro a su estado original mediante una cuidadosa restauración se requirió el trabajo profesional de expertos que lograran reparar lo que estaba allí. Con la labor de A.T. Heinsbergen, hijo del pintor original y un poco de creatividad para reemplazar lo perdido, incluyendo la colocación de antiguos asientos estilo art déco provenientes del próximo a restaurar "Arlene Schnitzer Concert Hall" del "Paramount Theater" en Portland, Oregon, se lograron concretar los trabajos. A pesar de que en su origen fue concebido y ejecutado como una sala de cine, Ratkovich quiso convertir el Wiltern en un centro de artes escénicas que con capacidad de albergar conciertos y presentaciones teatrales de al nivel de Broadway, cosa que implicó la apertura de la pared posterior y la ampliación del escenario y caja escénica del teatro quince pies hacia atrás. Luego de una renovación completa que tardó cuatro años, el Wiltern Theater fue finalmente abierto al público nuevamente el primero de mayo de 1985 con presentaciones de la "Alvin Ailey American Dance Theater Company".La compañía "Bill Graham Presents" fue contratada para proveer la supervisión de la reservas y las operaciones del teatro. El Wiltern operó como un teatro productor y organizador de sus propias presentaciones en vivo y las patrocinadas también por “Avalon Attraction”, “Goldenvoice”, “Concerts West”, “Universal Concerts”, “Timeless Entertainment”, entre muchas otras. Se utilizó además para muchos eventos televisados, filmaciones comerciales y como lugar para filmación the películas.
El Teatro Wiltern originalmente contaba con 2.344 asientos. En modificaciones subsecuentes, durante el año 2002, se removieron los 1.200 asientos permanentes de la platea para permitir una zona para un público de pie de 2.000 personas o para un área de asientos más pequeños con capacidad para 1.850 personas. Los niveles de palco y mezzanine en el balcón continúan ofreciendo asientos fijos actualmente. Este lugar al día de hoy sigue siendo uno de los teatros más grandes de Los Ángeles.
SFX obtuvo la concesión para la operación del Wiltern en julio de 2000, y sus empresas sucesoras "Clear Channel Entertainment" y la actual "Live Nation" han continuado presentando una amplia gama de presentaciones en el Wiltern. LG, una compañía de electrónica de consumo con sede en Corea del Sur, obtuvo los derechos del nombre para el teatro, el cual fue el cambiado a "Wiltern LG" a partir de octubre de 2003, hasta que cambió nuevamente en octubre de 2006. Hoy, el teatro es conocido familiarmente como el "Wiltern".